# Xenopeltis
Xenopeltis is een geslacht van ongevaarlijke slangen uit de familie aardslangen (Xenopeltidae).

## Naam en indeling
De wetenschappelijke naam van de groep werd voor het eerst voorgesteld door Caspar Georg Carl Reinwardt in 1827.
Er zijn twee soorten, die voorkomen in delen van zuidoostelijk Azië. Xenopeltis is het enige geslacht dat tot deze monotypische groep van slangen behoort.

## Algemeen
Beide soorten hebben een iriserende glans over het gehele lichaam, vandaar de naam 'xeno' (vreemd) 'peltis' (schub). Het zijn bodembewoners die veel graven.

## Verspreiding en habitat
De soorten komen voor in delen van Azië en leven in de landen Birma, zuidelijk China, Cambodja, India, Indonesië, de Filipijnen, Laos, Maleisië, Singapore, Thailand en Vietnam.
De habitat bestaat onder andere uit tropische en subtropische laaglandbossen. Ook in door de mens aangepaste streken zoals landelijke tuinen kunnen de dieren worden aangetroffen.

## Beschermingsstatus
Door de internationale natuurbeschermingsorganisatie IUCN is aan beide soorten een beschermingsstatus toegewezen. De slangen worden beschouwd als 'veilig' (Least Concern of LC).

## Soorten
Het geslacht omvat de volgende soorten, met de auteur en het verspreidingsgebied.
| Naam                                          | Auteur          | Verspreidingsgebied                                                                                                   |
| --------------------------------------------- | --------------- | --- |
| Hainanregenboogslang (Xenopeltis hainanensis) | Hu & Zhao, 1972 | Azië; China, Vietnam                                                                                                  |
| Regenboogslang (Xenopeltis unicolor)          | Reinwardt,1827  | Azië; Birma, zuidelijk China, Cambodja, India, Indonesië, de Filipijnen, Laos, Maleisië, Singapore, Thailand, Vietnam |